# 7314 Pevsner
A 7314 Pevsner (ideiglenes jelöléssel 2146 T-1) a Naprendszer kisbolygóövében található aszteroida. Cornelis Johannes van Houten,  Ingrid van Houten-Groeneveld és Tom Gehrels fedezték fel 1971. március 25-én.